# کالینز (جورجیا)
کالینز، جورجیا (به انگلیسی: Collins, Georgia) یک شهر در ایالات متحده آمریکا با جمعیت ۵۲۸ نفر است که در جورجیا واقع شده‌است.

## موقعیت جغرافیایی
موقعیت جغرافیایی شهرها و مناطق اطراف به شرح زیر است: